# Флаг Нурлатского района
Флаг Нурла́тского муниципального района Республики Татарстан Российской Федерации — опознавательно-правовой знак, служащий официальным символом муниципального образования.
Ныне действующий флаг утверждён 15 июля 2006 года решением Совета Нурлатского муниципального района № 58 и внесён в Государственный геральдический регистр Российской Федерации с присвоением регистрационного номера 2154.

## Описание
«Флаг Нурлатского муниципального района представляет собой прямоугольное полотнище с отношением ширины к длине 2:3, разделённое по горизонтали на две равновеликие полосы: зелёную и красную, несущее посередине полотнища фигуры герба района: жёлтое солнце, на его фоне — скачущий белый конь и под ним две жёлтые головки колосьев, сложенными стеблями накрест».

## Обоснование символики
Флаг Нурлатского района разработан на основе герба и отражает исторические, культурные и экономические особенности района.
Символика главной фигуры флага — скачущего коня на фоне сияющего солнца многозначна. По одной из версий название города Нурлат переводится с татарского языка как «лучезарный конь». Таким образом, флаг района является гласным.
Конный спорт и коневодство являются приоритетными направлениями социально-экономического развития района. Нурлатские скакуны и наездники широко известны не только в Татарстане и в России, но и за рубежом. Конезавод является одним из крупнейших предприятий в России по разведению лошадей английской верховой породы.
Колосья в красном поле показывают, что Нурлатский район в основе своей является сельскохозяйственным районом.
Жёлтый цвет (золото) — символ урожая, богатства, стабильности, уважения, интеллекта.
Красный цвет — символ труда, силы, мужества, красоты.
Белый цвет (серебро) — символ чистоты, совершенства, мира и взаимопонимания.
Зелёный цвет — символ природы, здоровья, жизненного роста.

## История
Первый флаг Нурлатского района был утверждён 10 декабря 2005 года решением Совета Нурлатского муниципального района № 17.
Данное решение было признано утратившим силу 15 июля 2006 года решением Совета Нурлатского муниципального района № 58, утвердившим новый, ныне действующий, флаг района.

### Описание
«Флаг Нурлатского муниципального района представляет собой прямоугольное полотнище с отношением ширины к длине 2:3, разделённое по горизонтали на три полосы: зелёную, белую и красную (в 5/9, 1/9 и 1/3 ширины полотнища соответственно); посередине красной полосы изображены два скрещённых жёлтых колоса, посередине зелёной — выходящее из-за белой полосы жёлтое солнце и на его фоне — скачущий белый конь».

### Обоснование символики
Флаг Нурлатского района разработан на основе герба, который отражает исторические, культурные и экономические особенности района.
Символика главной фигуры флага — скачущего коня на фоне сияющего солнца многозначна:
— в переводе с Татарского языка «Нурлат» означает лучезарный конь;
— местные жители успешно занимаются коневодством и чистокровные нурлатские жеребцы настоящая гордость города и района. Район также известен лошадьми особой белой масти называемой «Нурле».
Основа экономики Нурлатского района — сельское хозяйство. Здешние поля и урожаи одни из самых лучших в Республике и России. Об этом говорит изображение двух золотых колосьев в красном поле.
Жёлтый цвет (золото) — символ урожая, богатства, стабильности, уважения, интеллекта.
Красный цвет — символ труда, силы, мужества, красоты.
Белый цвет (серебро) — символ чистоты, совершенства, мира и взаимопонимания.
Зелёный цвет — символ природы, здоровья, жизненного роста.